# La Torre de Esteban Hambrán
La Torre de Esteban Hambrán es un municipio y localidad española perteneciente a la provincia de Toledo, en la comunidad autónoma de Castilla-La Mancha. El término municipal tiene una población de 1932 habitantes (INE 2024).

## Toponimia
El topónimo "La Torre de Esteban Hambrán" podría derivarse de una antigua torre musulmana, utilizada para comunicarse por medio de fuegos con el castillo de Alamín, que pudo existir en el siglo XIII, donde hoy se encuentra la villa, y que pertenecería al mozárabe Esteban Ambrán.

## Geografía
Linda con los términos municipales de Santa Cruz del Retamar, Méntrida, Casarrubios del Monte y Las Ventas de Retamosa, todos de la provincia de Toledo.

## Historia
Tras la reconquista se puebla la zona en torno a la torre "Esteban Hambrán", que ya se denominaba así en el siglo XIII.
A comienzos del siglo XV pertenecía al señorío de Pedro López Ayala, vendiéndose en 1436 a Álvaro de Luna. Años más tarde, cuando Juan II confisca los bienes de este último, pasa a ser propiedad del rey. Cambiaría después a manos de la familia de Los Mendoza, hasta que en 1568 Pedro González de Mendoza se la vendió a Diego Vargas, secretario del rey Felipe II.
Hasta 1833 La Torre de Esteban Hambrán perteneció al partido de Colmenar Viejo, en la provincia de Guadalajara. A mediados del siglo XIX, la villa tenía contabilizada una población de 1121 habitantes.

## Demografía
Cuenta con una población de 1932 habitantes (INE 2024).
| Gráfica de evolución demográfica de La Torre de Esteban Hambrán entre 1842 y 2021                                     |
| |
| Población de derecho según los censos de población del INE. Población de hecho según los censos de población del INE. |

## Administración
| Periodo   | Nombre                    | Partido |
| --------- | ------------------------- | ------- |
| 1979-1983 | Robison de Dios Aguado    | UCD     |
| 1983-1987 | Robison de Dios Aguado    | CDS     |
| 1987-1991 | Antonio León Sánchez      | PP      |
| 1991-1995 | Antonio León Sánchez      | PP      |
| 1995-1999 | Jesús Alonso Merino       | PP      |
| 1999-2003 | Jesús Alonso Merino       | PP      |
| 2003-2007 | Ángel Marinas Alonso      | PSOE    |
| 2007-2011 | Ángel Marinas Alonso      | PSOE    |
| 2011-2015 | María Emma García Sánchez | PP      |
| 2015-2019 | María Emma García Sánchez | PP      |
| 2019-2023 | Aránzazu Fernández Merino | PSOE    |

## Patrimonio

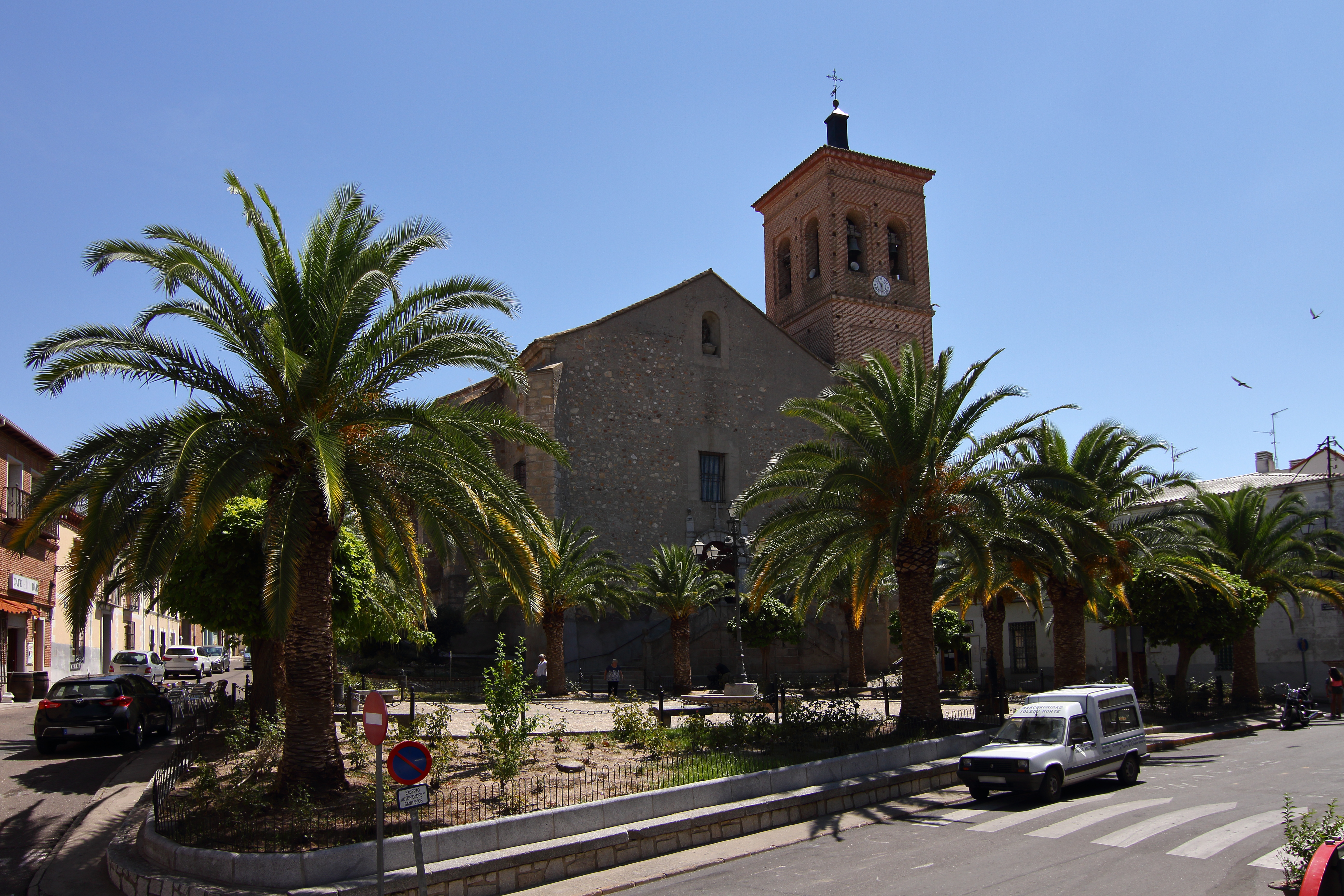
Iglesia de Santa María Magdalena

En el municipio se encuentran la iglesia parroquial de Santa María Magdalena y las ermitas de Santa Ana y San Roque.